# جودیت کاری
جودیت کاری (انگلیسی: Judith Curry؛ زادهٔ ) یک دانشمند اهل ایالات متحده آمریکا است.